# Mali Gaber
Mali Gaber je naselje u slovenskoj Općini Trebnju. Mali Gaber se nalazi u pokrajini Dolenjskoj i statističkoj regiji Jugoistočnoj Sloveniji. 

## Stanovništvo
Prema popisu stanovništva iz 2002. godine naselje je imalo 78 stanovnika.